# ديمارية

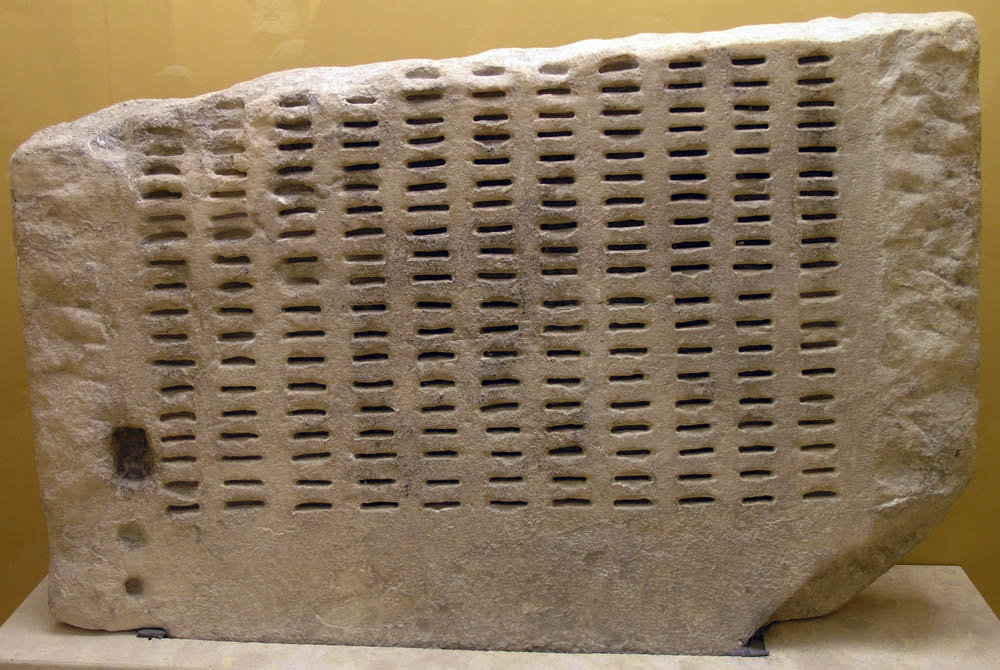

سحب القرعة للتقرير أو سحب القرعة للاختيار أو الديمارشية أو الديمقراطية دون انتخابات هو نظام سياسي افتراضي يدار عن طريق صناع قرار يُختاروا عشوائياً عن طريق السحب . الديمارشية تحاول الوصول إلى ديمقراطية تمثيلية دون اللجوء للانتخابات لذلك كثيراً ما تسمى ديمقراطية دون انتخابات.
في الحوكمة، تُعتبر الديمارية أو نظام القرعة (بالإنجليزية: sortation) نظامًا يهدف إلى ضمان تساوي فرصة جميع الأحزاب المؤهلة والمعنيّة لشغل المناصب العامة. يقلص هذا النظام أيضًا الشقاق الحزبي (التحزّب)، إذ لن تكون هناك فائدة من تقديم وعود للفوز بالدوائر الانتخابية الرئيسية إذا جرى اختيار أحد الأحزاب بالقرعة، في حين أن الانتخابات، على النقيض من ذلك، فهي تعزز من التحزب. في الديمقراطية الأثينية القديمة، كان نظام القرعة هي الطريقة التقليدية والأساسية لتعيين المسؤولين السياسيين، وكان استخدامها يعتبر من الخصائص الرئيسية للديمقراطية.
في يومنا هذا، يُستخدم نظام القرعة بشكل شائع لاختيار أعضاء هيئة المحلفين المحتملين في النظم القانونية القائمة على القانون العام، ويُستخدم أحيانًا لدى تشكيل مجموعات مواطنين تتمتع بسلطة استشارية سياسية مثل (هيئات المحلفين المكونة من المواطنين أو جمعيات المواطنين).

## نبذة تاريخية

### أثينا القديمة
تطورت الديمقراطية الأثينية في القرن السادس قبل الميلاد من ما كان يسمى آنذاك (المساواة في القانون والحقوق السياسية). كان نظام القرعة الوسيلة الرئيسية لتحقيق هذا الإنصاف. استُخدِم لاختيار معظم القضاة للّجان الحاكمة، ولجان هيئة المحلفين (عادة مكونة من 501 رجل). يربط أرسطو المساواة والديمقراطية قائلًا:
نشأت الديمقراطية من فكرة أن أولئك الذين هم متساوون في أي ناحية، هم متساوون بشكل مطلق. الجميع أحرار على حد سواء، وبالتالي يطالبون أن يكون الجميع أحرارًا بشكل مطلق ... أما المساواة هي عندما يطالب الديمقراطيون، على أساس أنهم متساوون جميعًا، بالمشاركة المتساوية في كل شيء.
يُعتبر نظام الحكم ديمقراطيًا عندما يجري تخصيص المناصب العامة بالقرعة ؛ ويعتُبر أوليغاركيًا (حكم الأقلية) عندما تُشغل المناصب عن طريق الانتخابات.
في أثينا، اتخذت «الديمقراطية» (بالمعنى الحرفي للكلمة، حكم الشعب لنفسه) موقفًا معارضًا لأولئك الذين يدعمون نظام الأوليغاركية (حكم الأقلية). اتّسمت الديمقراطية الأثينية بإدارتها من قبل «الأكثرية» (عامة الشعب) ممن جرى اختيارهم بالقرعة للّجان التي أدارت الحكومة. حوّر ثوسيديديس كلمات بريكليس ليجعله يثير هذه النقطة في خطاب التأبين الشهير لبريكليس: «تُدار من قبل الأكثرية بدلاً من الأقلية ؛ ولهذا السبب يطلق عليها الديمقراطية».
اعتقد الأثينيون أن نظام القرعة ديمقراطي، لكنه ليس انتخابي، واستخدموا عمليات معقدة باستخدام آلات الفرز والتخصيص بالقرعة المبنية لهذا الغرض( الكليروتيريا) لتجنب ممارسات الفساد التي يتّبعها الأوليغاركيون بابتياع طريقهم إلى السلطة. ووفقًا للمؤلف موغنس هيرمان هانسن، فإن محكمة المواطن كانت أعلى منزلة من المجلس لأن الأعضاء المختارين أدّوا يمين القسم الذي لم يؤده المواطنون العاديون في المجلس، وبالتالي يحق للمحكمة أن تلغي قرارات المجلس. يؤكد كل من أرسطو وهيرودوت (أحد أوائل من كتبوا في الديمقراطية) على الاختيار بالقرعة كاختبار للديمقراطية، «يُعتبر حكم الشعب من أسمى أشكال العدالة للجميع، متجليًا بالمساواة (آيسونوميا)، ولا يقوم بأي من الأشياء التي يقوم بها الملك، القرعة تحدد المناصب، والسلطة تخضع للمساءلة، وتجري المشاورات بشكل علني»
تحفظت المعرفة السابقة على أن نظام القرعة له جذور في استخدام الفرصة والحظ للتكهن بإرادة الآلهة، ولكن هذا الرأي لم يعد شائعًا بين العلماء. في الأساطير اليونانية القديمة، استخدم زيوس وبوسيدون و هاديس القرعة لتحديد مجال حكم كلٍ منهم . حصل زيوس على السماء، وبوسيدون على البحر، وهاديس على العالم السفلي.
في أثينا، للتأهل للاختيار بالقرعة، يختار المواطنون أنفسهم بأنفسهم ضمن المجموعة المتاحة، ثم تُسحب القرعة باستخدام آلات الكليروتيريا. كانت الهيئات القضائية المعينة عن طريق القرعة تحكم بشكل عام لمدة سنة واحدة. لا يمكن للمواطن أن يتسلم أية هيئة قضائية معينة أكثر من مرة واحدة في حياته، ولكن يمكن أن يتولى هيئات قضائية أخرى. جميع المواطنين الذكور ممن تزيد أعمارهم عن 30 عامًا وغير المحرومين بموجب الأتيميا، كانوا مؤهلين للاختيار. خضع الذين وقع عليهم الاختيار بالقرعة لفحص سُمِّي دوكيماسيا من أجل تجنب تعيين المسؤولين غير الأكِّفاء. نادراً ما جرى تجاهل المواطنين المختارين. ويخضع القضاة، بمجرد تسلمهم المنصب، لمراقبة مستمرة من قبل المجلس. توجب على القضاة المعينين بالقرعة تقديم تقرير عن فترتهم في المنصب عند استقالتهم، يُدعى هذا التقرير يوثيناي
(باللاتينية: euthynai) . ومع ذلك، يمكن لأي مواطن طلب إيقاف قاضٍ ما عن العمل عند توفر سبب وجيه لذلك.

### لومبارديا والبندقية – القرن الثاني عشر إلى الثامن عشر
استُخدِمت أوراق البريفيا الانتخابية في ولايات مدينة لومباردي خلال القرنين الثاني عشر والثالث عشر وفي البندقية حتى أواخر القرن الثامن عشر. أقسم الرجال، الذين اختيروا بشكل عشوائي، يمينًا أنهم لم يتلقوا رشاوى، ثم قاموا بانتخاب أعضاء المجلس. من المحتمل أن أهلية الناخبين والمرشحين شملت مالكي العقارات والمستشارين وأعضاء النقابة وربما في بعض الأحيان الحرفيين. جرى تحديد دوق البندقية من خلال عملية معقدة من الترشيح والتصويت والفرز.
استُخدِمت القرعة أيضًا في نظام البندقية فقط بهدف اختيار أعضاء اللجان التي عملت على ترشيح المرشحين للمجلس الكبير. استُخدِم مزيج من نظامي الانتخابات والقرعة في هذه العملية متعددة المراحل. لم تُستخدم القرعة وحدها في اختيار القضاة، على عكس فلورنسا وأثينا. إن استخدام القرعة في اختيار المرشحين جعل ممارسة السلطة من قبل الطوائف السياسية أمرًا صعبًا، وأحبط الحملات الانتخابية. عن طريق الحد من المؤامرات وتحركات السلطة داخل المجلس الكبير، حافظت القرعة على التماسك بين طبقة النبلاء في البندقية، ما ساهم باستقرار هذه الجمهورية. بقيت الهيئات القضائية بشكل عام في سيطرة أسر النخبة.

### فلورنسا - القرن الرابع عشر والخامس عشر
استُخدِم تدقيق الأصوات (بالإنجليزية: Scrutiny) في فلورنسا لأكثر من قرن ابتداءً من عام 1328. خلقت الترشيحات والتصويت معًا مجموعة من المرشحين من مختلف قطاعات المدينة. أُودِعت أسماء هؤلاء الرجال داخل كيس، وحددت القرعة من سيصبح قاضياً. أجري تدقيق الأصوات تدريجياً أمام النقابات الصغرى، ليصل إلى أعلى مستوى من مشاركة المواطن في عصر النهضة في الفترة من 1378 إلى 1982.
في فلورنسا، استُخدمت القرعة لاختيار القضاة وأعضاء السنيورية خلال فترات الجمهورية. استخدمت فلورنسا مزيجًا من القرعة وتدقيق الأصوات من قِبل الشعب، المنصوص عليها في المراسيم لعام 1328. في عام 1494، أسست فلورنسا مجلسًا كبيرًا على غرار نموذج مجلس مدينة البندقية. بعد ذلك اختير المرشحون بالقرعة من بين أعضاء المجلس الكبير، ما يشير إلى انخفاض السلطة الأرستقراطية.

### سويسرا
نظرًا لإمكانية تحقيق مكاسب مالية من منصب العمدة، فقد استخدمت بعض أجزاء سويسرا الاختيار العشوائي خلال الأعوام بين 1640 و 1837 لمنع الفساد.

### الهند
تستخدم الحكومة المحلية في أجزاء من تاميل نادو مثل قرية أوتيراميرور نظامًا يُعرف باسم كودا-أولاي حيث تكتب أسماء المرشحين للجنة القرية على أوراق النخيل ويضعوها في وعاء ويسحبها أحد الأطفال.